# 10605 Ґвідоні
10605 Ґвідоні (10605 Guidoni) — астероїд головного поясу, відкритий 3 листопада 1996 року.
Тіссеранів параметр щодо Юпітера — 3,260.